# 敗瓜增三
海豚座13，又名BD+05 4613，HD 198069、SAO 126222、HR 7953，是海豚座的一颗恒星，视星等为5.58，位于銀經52.78，銀緯-22.5，其B1900.0坐标为赤經20h 42m 51.1s，赤緯+5° -22.5′ 27″。